# Данська Вест-Індія
Данська Вест-Індія (дан. Dansk Vestindien або Данські Віргінські острови (дан. Danske Jomfruøer) або Данські Антильські острови) — колишня колонія Данії на Карибах, в яку входили острови Санта-Крус, Сент-Джон, Сент-Томас, а також декілька прилеглих невеликих острівців. Нині це територія США — Американські Віргінські острови.

## Історія
У 1666 році експедиція, споряджена Копенгагенськими купцями, висадилася на безлюдному у той час острові Сент-Томас, а в 1672 році Данська Вест-Індійська компанія заснувала тут колонію. Острів Сент-Джон був захоплений данцями в 1684 році і колонізований в 1718 році. В 1733 році компанія придбала у Французької Вест-Індійської компанії острів Санта-Крус. У 1754 році острови були продані Данському королівству, а відтак стали колонією Данії.
Під час Наполеонівських воєн острови були окуповані Великою Британією, спочатку з березня 1801 по 27 березня 1802 рр., а тоді з грудня 1807-го до 20 листопада 1815 року, після чого були повернені Данії.
У 1864 році відбулася Дансько-прусська війна, яку Данія програла. На мирних переговорах Пруссія зажадала собі Шлезвіг і Південну Ютландію. Данці запропонували Пруссії Данську Вест-Індію й Ісландію в обмін на ці землі, однак угоди не відбулося. У 1865 році Президент Сполучених Штатів Америки Авраам Лінкольн звернувся до данського посла в США Рослєфа з пропозицією купівлі колонії за 7,5 мільйона доларів, посилаючись на те, що в країні відбувалася громадянська війна, а Північ потребує опорного пункту в Карибському морі. Данський уряд на той час згоди не дав, але і не відмовився. Трактат про продаж островів був підписаний у 1867 році. В 1902 році переговори щодо продажу островів поновилися. На початку Першої світової війни, коли виникла реальна загроза окупації островів німецькими військами і встановлення ними контролю над східним входом в Панамський канал, до угоди повернулися з більш вимогливим ставленням. У січні 1916 року попередній договір був складений. Згідно з цим документом, Данія вимагала від США, окрім придбання колонії за 25 мільйонів доларів, визнання права Данії на володіння Ґренландією. Але політичні кола Данського королівства були інформовані про майбутню операцію, тому вибухнув грандіозний скандал. У результаті в конфлікт втрутився король Христіан X. Конституція країни була змінена і 14 грудня, в ході національного референдуму 1916 року, жителі Данії схвалили угоду, віддавши 64,2 % голосів за продаж Данської Вест-Індії. 17 січня 1917 року Данія продала свої володіння у складі Віргінських островів Сполученим Штатам Америки за 25 мільйонів доларів (87 мільйонів данських крон), що дорівнювало піврічному бюджету данської держави. 31 березня того ж року всі формальності були завершені, територія стала американською.
До 1904 року в Данської Вест-Індії не було власної валюти й за платіжний засіб правили іспанський долар та долар США. У 1904 році Данський Вест-Індійський Національний банк увів в дію національну валюту. Національна валюта емітувалась відповідно до вимог Латинського валютного союзу.
До 1954 року управління Американськими Віргінськими островами здійснювало Міністерство внутрішніх справ США. Губернатор і парламент обиралися місцевими жителями. У 1927 році віргінці отримали громадянство США. З 1973 року жителі островів мають представника в Конгресі США (без права голосу), але не беруть участі в президентських виборах. На островах діють практично ті ж федеральні закони, що і на території США.